# Fuente el Fresno
Fuente el Fresno er en by og kommune i det sydlige centrale Spanien i provinsen Ciudad Real. Den har et indbyggertal på 3.047 (2024) indbyggere.